# Куранецька сільська рада
Куранецька сільська рада (біл. Куранецкі сельсавет) — адміністративно-територіальна одиниця в складі Вілейського району розташована в Мінській області Білорусі. Адміністративний центр — Куранець.
Куранецька сільська рада розташована на межі центральної Білорусі, у північній частині Мінської області орієнтовне розташування — супутникові знимки [Архівовано 25 серпня 2011 у WebCite], на північ від Вілейки.
До складу сільради входять 29 населених пунктів:
- Балаші • Богданово • Вороничі • Галинове • Горидовичі • Городиловичі • Григорки • Губи • Дашківка • Жуковичі • Івонцевичі • Зимодри • Котловці • Куранець • Клини • Кулеши • Малькевичі • Литвинки • Новики • Осовець • Пликовичі • Путричі • Річки • Савино • Саковичі • Стражі • Трепалово • Устиновичі • Хоменці